# 로빈 네빈
로빈 네빈(Robyn Nevin, 1942년 9월 25일 ~ )은 오스트레일리아의 배우, 감독, 연극 제작자이다.
멜버른에서 태어났다.

## 출연 작품

### 영화
- 네번째 소원 (1976, The Fourth Wish)
- 지미 블랙스미스 (1978, The Chant of Jimmie Blacksmith)
- 위너스 (1984, The Coolangatta Gold)
- Emerald City (1988)
- Resistance (1992)
- 럭키 브레이크 (1994)
- 엔젤 베이비 (1995, Angel Baby)
- 더 캐슬 (1997, The Castle)
- 매트릭스 2: 리로디드 (2003)
- 매트릭스 3: 레볼루션 (2003)
- In the Company of Actors (2007) - 다큐멘터리
- 아이 오브 더 스톰 (2011) - 랠 역
- Ruben Guthrie (2015)
- 갓 오브 이집트 (2016) - 샤리파 역
- 유물의 저주 (2019)
- 스팅: 외계거미의 지구침략 (2024)

### 텔레비전
- 클레버 맨 (2016, Cleverman)